# K2-15
K2-15, EPIC 201736247 — одиночная звезда в созвездии Девы на расстоянии приблизительно 1609 световых лет (около 493 парсек) от Солнца. Визуальная звёздная величина звезды — +14,66m.
Вокруг звезды обращается, как минимум, одна планета.

## Характеристики
K2-15 — жёлто-оранжевый карлик спектрального класса K0V, или G8. Масса — около 0,72 солнечной, радиус — около 0,77 солнечного, светимость — около 0,352 солнечной. Эффективная температура — около 4916 K.

## Планетная система
В 2015 году группой астрономов проекта «Кеплер» было объявлено об открытии планеты K2-15 b.